# Psalm 77
Psalm 77 – jeden z utworów zgromadzonych w biblijnej Księdze Psalmów. Zaliczany do dzieł przypisywanych Asafowi. W numeracji Septuaginty psalm ten nosi numer 76.

## Teologia Psalmu
Psalm można podzielić na trzy części. Są to lamentacja (77,2-5), błaganie w obliczu klęski (77,6-11) i wyznanie ufności w Bogu (77,12-21). Podmiot liryczny w pierwszej części jest pełen zwątpienia, i tęsknoty za przeszłością, pogrążony w kryzysie. W części drugiej zadaje różne pytania, które mają pomóc wyjść z opresji i naprowadzić na właściwy trop. Część trzecia stanowi moment kulminacyjny, odwołuje się ostatecznie do stworzenia świata i wyjścia Izraelitów z Egiptu, przedstawiając głęboki sens Bożej obecności i ratunku w życiu człowieka. Niniejsze zdarzenia przypominają psalmiście, że Bóg działa, nie pozostawiając śladów. Daje to nadzieję na ratunek w obecnej sytuacji – trzeba jednak zaufać, że Bóg działa.

## Symbolika
- Zwrot odmienia się prawa ręka/prawica Najwyższego jest zmienna (77,11b) oznacza cofnięcie Bożego błogosławieństwa[2].
- Zwrot turkot kół nawiązuje do przejazdu rydwanu wojennego (77,19)[2].
- W utworze trzykrotnie pojawia się niejasne słowo sela, którego znaczenie nie jest dokładnie znane[4].